# Reichenbach-Steegen
Reichenbach-Steegen est une municipalité de la Verbandsgemeinde Weilerbach, dans l'arrondissement de Kaiserslautern, en Rhénanie-Palatinat, dans l'ouest de l'Allemagne.

## Références

Localisation de Reichenbach-Steegen dans la Verbandsgemeinde et dans l'arrondissement.

## Politique
|      | SPD | CDU | FWG | Total     |
| 2009 | 9   | 2   | 5   | 16 sièges |
| 2004 | 9   | 2   | 5   | 16 sièges |

## Jumelage
Magny-en-Vexin, Val-d'Oise, Île-de-France, France